# La Mano Ajena
La Mano Ajena est un groupe chilien de klezmer, musique latine et musique tzigane, originaire de Santiago. Ses membres sont 8 multi-instrumentistes : Rodrigo Latorre (saxophone soprano, saxophone alto, saxophone baryton, guitare, flûte piccolo, clavier et thérémine), María Fernanda Carrasco (chant, clavier, mélodica et percussions mineures), Danka Villanueva (violon et marimba), Gabriel Moyla (accordéon, saxophone alto et baryton), Jair Moreno (clarinette), Álvaro Sáez (batterie, darbouka et djembé), Cristian Aqueveque (basse électrique et contrebasse), et Humberto Durán (congas). La plupart d'eux ont fait partie de compagnies de théâtre importantes du Chili.
En 2008, le groupe est invité par le cinéaste Emir Kusturica pour jouer dans son Festival international du film et de la musique de Küstendorf, en Serbie. Au Chili, ils jouent avec Emir Kusturica and The No Smoking Orchestra et Gogol Bordello.

## Histoire
En 2006, le groupe fait sa première tournée européenne, avec des spectacles dans plusieurs villes du Danemark et l'Espagne. La même année, leur premier album est sorti en Espagne. En 2008, ils font leur deuxième tournée européenne. La Mano Ajena a joué 19 fois en 21 jours, dans différentes villes du Danemark.
Au Chili, ils ont joué sur quelques-unes des scènes les plus importantes. En 2009, ils participent à Leche para Haití (« Du lait pour Haïti ») un concert de charité créé pour récolter des fonds pour les enfants en Haïti, et ont fait partie du programme culturel Creando Chile en mi barrio, organisé par le ministère chilien de la Culture, où, comme une délégation culturelle, ils ont voyagé à travers le pays en jouant à différents stades, de l'enregistrement de nouveaux morceaux, de l'enseignement des leçons et partager leurs expériences avec de nouveaux musiciens et groupes de différents coins du Chili.[pas clair]
En 2008, le cinéaste serbe Emir Kusturica et son No Smoking Orchestra demande à La Mano Ajena de les rejoindre sur scène pour leur spectacle à Santiago, le 13 octobre. Au cours de cette visite au Chili, le groupe a été invité à participer au festival international du film et de la musique de Küstendorf 2009, créé par Kusturica en Serbie, où les musiciens chiliens ont partagé la scène avec des groupes comme Haydamaky d'Ukraine et Leb i Sol de Macédoine. Ils étaient les premiers musiciens latino-américains à jouer dans la section musique du festival. En février 2009, La Mano Ajena a été invité encore une fois à partager la scène avec The No Smoking Orchestra lors de la tournée de son 10e anniversaire, à Viña del Mar au Chili. Kusturica déclare à la presse locale qu'il y avait un «lien spécial» entre leurs deux groupes, tandis que Nele Karajlić, chanteur et leader du groupe serbe, déclare qu'en Serbie les membres de La Mano Ajena étaient des « héros ».

## Style musical
Formé en 2002, ce projet musical est unique au Chili, et sa sonorité hybride a été appelée par la presse « Klezmer a la chilena ». Son style musical est qualifié dans la presse chilienne comme Klezmer á la chilena. La Mano Ajena intègre dans ses travaux un répertoire traditionnel chanté dans diverses langues: espagnol, anglais, romani, yiddish, hébreu, français et roumain. La plupart des musiciens de ce groupe sont venus du monde du théâtre. 

## Discographie
- 2005 : La Mano Ajena (Sello Azul Records)
- 2008 : Radio Galena (Oveja Negra Records)
- 2011 : Raza Quimera (Oveja Negra Records)
- 2016 : Éxitos imbailables (Indépendant)